# Editorial Fayard
Fayard es una editorial francesa creada en 1857. Ese año, el fundador, apodado Arthème Fayard, hijo menor de un notario de Puy de Dôme que trabajaba como funcionario en el Ministerio de Finanzas, no logró encontrar un ejemplar de las obras de Pierre-Jean de Béranger, excepto a precio disparatado para el francés medio, lo que lo movió a fundar una nueva editorial. Unas semanas más tarde, publicó Chansons de Béranger, premier fascicule con un precio impreso en cubierta de cinco céntimos de franco francés. Cien años más tarde, la editorial se convirtió en sociedad anónima y, en 1958, Hachette tomó una participación mayoritaria en el capital. Desde 1962, la editorial pertenece íntegramente al grupo Hachette Livre, a su vez filial del groupe Lagardère, controlado por Vincent Bolloré. 
En 1980 entró en déficit, pero, mediante un plan de saneamiento, en el año 2000 volvió a producir beneficios.

## Colecciones
Fayard tiene 43 colecciones:
- Le monde sans frontière
- L'expérience psychique
- Pour une histoire du XXe siècle
- Penser la médecine
- Fayard noir
- L'esprit de la Cité
- Le cours de l'histoire
- Maktaba
- Les grandes études contemporaines
- Trésors du Louvre
- Poésie
- Les indispensables de la musique
- Les chemins de la musique
- Collège de France
- Les musiciens d'aujourd'hui
- Enquêtes
- Corpus des œuvres de philosophie en langue française
- L'espace intérieur
- Le temps des sciences
- L'espace du politique
- Nouvelles études historiques
- Libres
- Les chemins de la science
- Chroniques
- Semi-poche
- La Petite Collection
- Les Petits Libres
- Pratique
- Alter ego
- Grand Format
- Essais
- Lunes
- Hors-poche
- Coédition Serpent à plumes, Milles et Une Nuits
- Guide
- Policiers Fayard
- Trésors du bouddhisme
- J'écris pour les parents
- Histoire de la pensée
- Nouvelles études contemporaines
- Transversales
- Les indispensables de l'Histoire